# Caterina Alorda
Caterina Alorda   (Palma, 26 de maig de 1971) és una intèrpret mallorquina.
Llicenciada en Art Dramàtic, especialitat Interpretació, per l'Institut del Teatre de Barcelona (1995), completà la seva formació a l'escola Philippe Gaulier de Londres i s'ha seguit formant amb diferents cursos de teatre, dansa i cant. Ha intervingut en sèries de televisió, pel·lícules, curtmetratges i en locucions per a documentals i publicitats. Fou presidenta de l'Associació d'Actors i d'Actrius Professionals de les Illes Balears i, d'ençà del desembre del 2010, compagina la seva faceta com a actriu amb la d'encarregada d'un petit hotel ubicat al poble de Llubí.
Ha treballat amb directors com Josep Pere Peyró, Oriol Broggi, Rafel Duran, Boris Rotenstein, Joan Carles Bellviure, Antonio Calvo, Konrad Zschiedrich i Pere Fullana. Ha estat i és una habitual de les produccions del Teatre Principal de Palma, tot i que ha intervingut en espectacles que han produït, entre d'altres, La Lluna de Teatre, Iguana Teatre, Produccions de Ferro o el Teatre Nacional de Catalunya. També ha dirigit algun muntatge i s'ha dedicat a la docència impartint cursos i tallers diversos.
El 2012 l'Associació de Teatres i Auditoris Públics de les Illes Balears la va guardonar amb el premi com a millor actriu per la seva intervenció a Prova, estrenada l'1 d'octubre del 2011 sota la direcció d'Emilià Carilla al Casal de Peguera de Calvià.